# Rajd Ypres 2004
Rajd Ypres 2004 (40. Belgium Ypres Westhoek Rally) – 40 edycja rajdu samochodowego Rajd Ypres rozgrywanego w Belgii. Rozgrywany był od 2 do 4 lipca 2004 roku. Była to czwarta runda Rajdowych Mistrzostw Europy w roku 2004 oraz szósta runda Rajdowych Mistrzostw Belgii. Składał się z 21 odcinków specjalnych.

## Klasyfikacja rajdu
| Miejsce                                         | Kierowca                                        | Pilot                                           | Samochód                                        | Czas                                            | Strata                                          |                                                 |
| Klasyfikacja generalna, ERC i mistrzostw Belgii | Klasyfikacja generalna, ERC i mistrzostw Belgii | Klasyfikacja generalna, ERC i mistrzostw Belgii | Klasyfikacja generalna, ERC i mistrzostw Belgii | Klasyfikacja generalna, ERC i mistrzostw Belgii | Klasyfikacja generalna, ERC i mistrzostw Belgii | Klasyfikacja generalna, ERC i mistrzostw Belgii |
| ----------------------------------------------- | ----------------------------------------------- | ----------------------------------------------- | ----------------------------------------------- | ----------------------------------------------- | ----------------------------------------------- | ----------------------------------------------- |
| 1.                                              | Larry Cols                                      | Filip Goddé                                     | Renault Clio S1600                              | 2:56:00.6                                       | 0.0                                             |                                                 |
| 2.                                              | Simon Jean-Joseph                               | Jack Boyere                                     | Renault Clio S1600                              | 2:58:41.6                                       | +2:41.0                                         |                                                 |
| 3.                                              | Xavier Bouche                                   | Fabian Melin                                    | Mitsubishi Lancer Evo VII                       | 2:58:50.0                                       | +2:49.4                                         |                                                 |
| 4.                                              | Patrick Snijers                                 | Wim Soenens                                     | Mitsubishi Lancer Evo VII                       | 2:58:52.3                                       | +2:51.7                                         |                                                 |
| 5.                                              | Bernd Casier                                    | Frédéric Miclotte                               | Fiat Punto S1600                                | 2:59:12.7                                       | +3:12.1                                         |                                                 |
| 6.                                              | Dominique Bruyneel                              | Davie Meert                                     | Mitsubishi Lancer Evo VII                       | 2:59:20.7                                       | +3:20.1                                         |                                                 |
| 7.                                              | Bruno Thiry                                     | Nicolas Gilsoul                                 | Citroën C2 S1600                                | 2:59:24.3                                       | +3:23.7                                         |                                                 |
| 8.                                              | Jean-Pierre van de Wauwer                       | Patrick Rosbach                                 | Mitsubishi Lancer Evo VIII                      | 3:01:56.2                                       | +5:55.6                                         |                                                 |
| 9.                                              | Luca Pedersoli                                  | Daniele Vernuccio                               | Peugeot 306 Maxi                                | 3:02:03.8                                       | +6:03.2                                         |                                                 |
| 10.                                             | Bob Colsoul                                     | Geert Beauprez                                  | Mitsubishi Lancer Evo VIII                      | 3:02:19.9                                       | +6:19.3                                         |                                                 |